# Philometroides seriolae
Philometroides seriolae is een rondwormensoort uit de familie van de Philometridae. De wetenschappelijke naam van de soort is voor het eerst geldig gepubliceerd in 1931 door Ishii.